# Hyosung
A Hyosung motor vállalatot Akira Hyosung alapította 1957-ben. A japán vállalkozó által alapított cég mára gyáróriássá nőtte ki magát, és több mint 20 000 alkalmazottat foglalkoztat. Az ipari konglomerátum a motorkerékpárok mellett többek között a vegyipar, ipari gépek, high-end lakások és készpénzkiadó automaták gyártásával foglalkozik.

## Története
A gyárat alapító Akira Hyosung két társával, Kenji Ishida mérnökkel és SR Cho-val hajómotorok gyártásába kezdtek. A japán keleti részén található kisváros, Asahi melletti üzemnek köszönhetően, ami Honsú szigetén található, a hajógyártás központjává vált. A cég fejlődésének köszönhetően egyéb gépek gyártásába is kezdtek. Akira legnagyobb fia, Yamato a sportmotorokért rajongott, és bajnoki címeket akart, ezért létrehozott egy motorgyárat, amit az olcsó munkaerő miatt Dél-Koreában építettek fel. A Hyosung sorra nyerte a japán versenyeket, ezáltal megteremtve a hírnevet és presztízst a motorok világában. A vállalat azóta rengeteg motort gyárt, a chopper-ektől a naked bike-okig, amit a hazai piacokon értékesítenek.

## Üzleti és leányvállalatok
- Textil PG
- Ipari anyagok PG
- Chemicals PG
- Hyosung Power & Industrial Systems PG
- Építőipar PG
- Trading PG

1. ↑  ROR Data. ROR release v1.19 , 2023. február 16. DOI:10.5281/ZENODO.7644942.